# مقاطعة قائم شهر
مقاطعة قائم شهر (مازندران) (بالفارسية: شهرستان قائم‌شهر) هي منطقة سكنية في إيران وتقع في مازندران يقدر عدد السكان في
مقاطعة قائم شهر، بـ 275,807 نسمة ومساحتها 458.50 كم2 .